# Siège de Toulouse (1217-1218)
Pour l’article homonyme, voir Siège de Toulouse.
Croisade des albigeois
Batailles
Chronologie de la croisade des albigeois
- Béziers
- Carcassonne

- Minerve
- Termes
- Lavaur
- Montgey
- 1er Toulouse
- Castelnaudary
- Muret

- Beaucaire
- 2e Toulouse
- Marmande
- Baziège
- 3e Toulouse

- Avignon
- Montségur

Le siège de Toulouse de 1217-1218, également appelé le grand siège de Toulouse, est une opération de Simon IV de Montfort qui tentait de reprendre la ville de Toulouse qui s'était révoltée contre lui. C'est au cours de ce siège que Simon de Montfort trouva la mort.

## Contexte
Le siège de Beaucaire, à l'été 1216, est le premier échec de Simon de Montfort, réduisant à néant sa réputation d’invincibilité. Il met également en évidence la lassitude de ses barons et de ses soldats, après sept ans de guérilla permanente. Nombre d’entre eux lui conseillent la modération, mais Simon apprend que le comte Raymond VI de Toulouse marche sur Toulouse à la tête d’une armée. Il envoie une avant-garde, qui est capturée par les Toulousains, puis il y conduit son armée à marche forcée et devance l'armée de Raymond VI.
Les Toulousains, dans une position difficile, car capturer le détachement d’avant-garde est une signe de rébellion ouverte, envoient une délégation, que Montfort capture immédiatement. En fureur, Simon de Montfort parle d’imposer une lourde amende à la ville ou de la mettre à sac. Folquet de Marseille, évêque de Toulouse et ami de Montfort, se pose en médiateur et apaise sa colère. Pendant que l'évêque Foulques parlemente avec la population, l'armée de Montfort pénètre dans la ville et met le feu au quartier juif, pour désorganiser ses opposants, mais la ville se couvre de barricades et il doit se replier dans le Château Narbonnais. Mais les notables toulousains savent que, sans le soutien de l'armée, il leur est impossible de résister à l'armée française. Aussi décident-ils de négocier la reddition de la ville. Quand les soldats français capturés sont libérés par les Toulousains, Simon de Montfort exerce une forte répression dans la ville : occupation des points stratégiques de la ville, arrestations brutales, déportation des notables et rançon de trente mille marcs d'argent. Le résultat de ces exactions est de transformer l'animosité des Toulousains envers Montfort en haine.
Au mois de novembre 1216, Simon de Montfort quitte la ville et va marier son fils Guy avec Pétronille de Comminges, comtesse de Bigorre. Puis il revient à Toulouse pour les fêtes de Noël 1216 et institue un nouvel impôt pour financer son armée. Au début de 1217, il part combattre Raymond-Roger, comte de Foix, reprend quelques châteaux pris par des chevaliers faydits dans les Corbières. En juin 1217, il part en Provence déloger Raymond VII qui tient le marquisat. Il prend la ville de Crest à Aymar II de Poitiers, comte de Valentinois, et le soumet, enlevant à Raymond VII son principal allié, quand il reçoit un message de son épouse Alix de Montmorency, restée au Château Narbonnais de Toulouse, qui lui apprend que la ville s'est de nouveau révoltée et qu'elle a ouvert ses portes à l'armée de Raymond VI.

## Combats
En effet, le comte Raymond VI, que Simon de Montfort pensait être en Provence, était en fait en Aragon. Dès le départ de Montfort pour la Provence, Raymond rassemble une armée et des chevaliers faydits et se dirige vers Toulouse. Rejoints par les comtes de Foix et de Comminges, il met en déroute une petite troupe commandée par Joris, un Languedocien fidèle de Montfort. Le 12 septembre, il parvient à proximité de Toulouse et envoie des messagers à des alliés vivant en ville. Le 13, il avance en évitant les garnisons laissées par Montfort et entre dans Toulouse sous les acclamations de la foule. Alix de Montmorency, restée au Château Narbonnais, ne peut empêcher l'entrée de l'armée, mais envoie des messagers à Simon et à Guy de Montfort. Pendant ce temps, les Toulousains se dépêchent de remettre la ville en état de défense, et de reconstruire les fortifications démantelées par Simon de Montfort.
Guy de Montfort arrive sur place le 22 septembre, accompagné d'Alain de Roucy, d'Hugues de Lacy, de Guy de Lévis et de Foucault de Berzy. Voyant que la muraille à proximité de la porte de Montoulieu est encore en ruines, il y tente un assaut, mais il est repoussé par le comte de Foix. Début octobre, Simon de Montfort arrive à son tour devant la ville et organise un assaut, mais probablement prévenu par un espion, le comte de Comminges repousse l'assaut et tente de blesser son gendre. Après l'échec de ce second assaut, Simon de Montfort doit se résigner à un siège qui promet de durer longtemps.
Le lendemain, il investit le faubourg Saint-Cyprien, situé sur l’autre rive de la Garonne et qui permet le ravitaillement de Toulouse. Mais le même jour, Toulouse reçoit des renforts sous la forme de contingents catalans et aragonais. Simon de Montfort, lui, ne reçoit que quelques renforts languedociens, et les Toulousains reprennent le faubourg. De part et d’autre se construisent des pierrières et des mangonneaux. L’hiver se passe avec un seul assaut, infructueux. Toulouse est trop grande et trop bien défendue pour être prise d’assaut, et les effectifs français sont trop faibles pour assurer un blocus efficace.

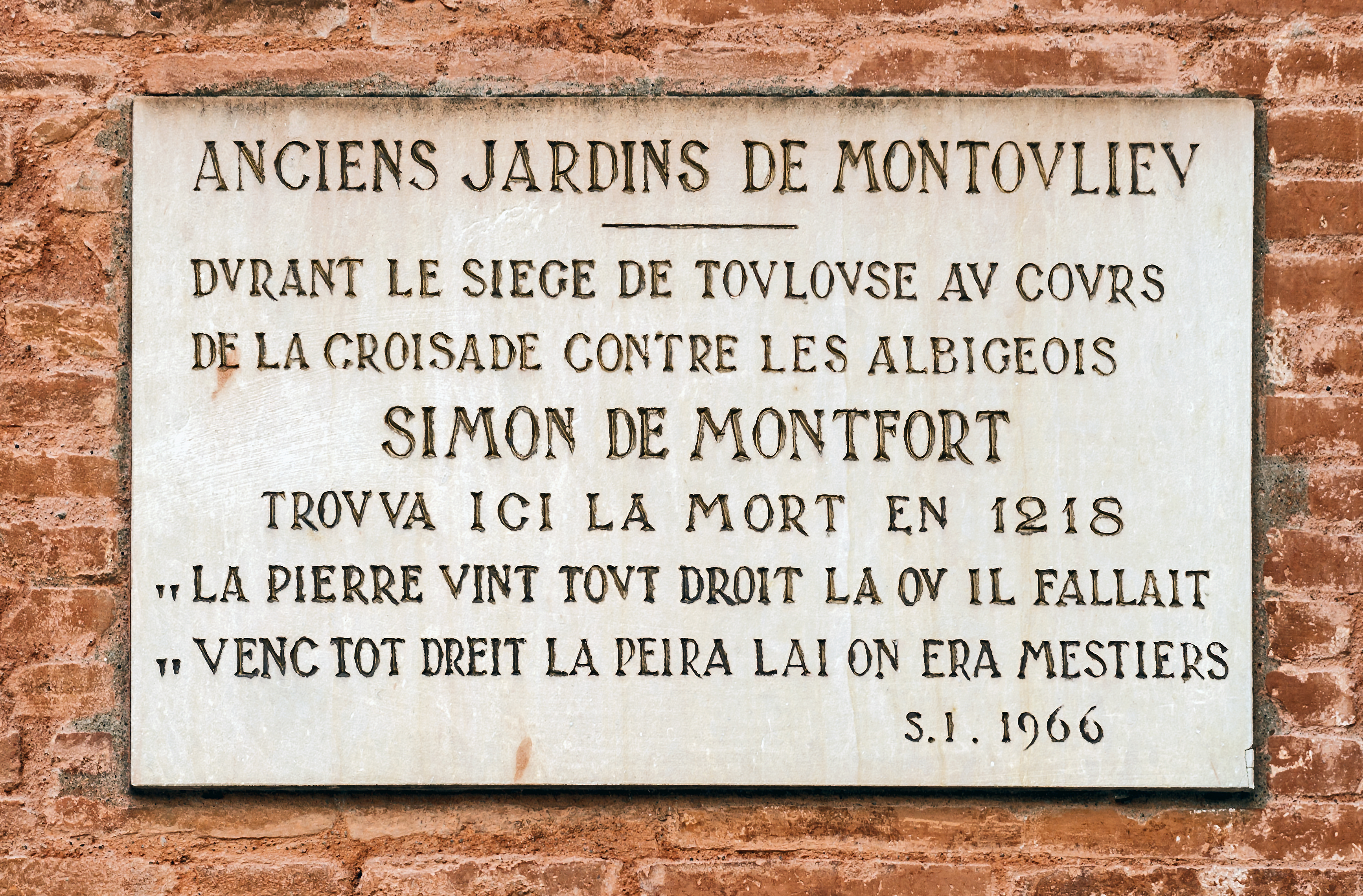
Plaque commémorant la mort de Simon de Montfort sur les allées Jules-Guesde.

Le jour de Pâques, le 15 avril 1218, les Toulousains tentent une sortie qui se termine en bataille sanglante, sans faire évoluer la situation. Au début du mois de mai, des contingents de croisés, conduits par Michel de Harnes, un seigneur artésien, et Gautier de Langton, un seigneur anglais, viennent rejoindre Simon de Montfort. Il en profite pour tenter de reprendre le faubourg Saint-Cyprien, mais les Toulousains avaient prévu l'attaque et dressé des barricades dans le faubourg. Fin mai, un orage éclate et de fortes pluies font grossir la Garonne qui déborde et inonde le faubourg Saint-Cyprien, le débarrassant de ses barricades et emportant les ponts. Simon de Montfort peut enfin occuper le faubourg et empêcher le ravitaillement de la ville. Le 2 juin, Montfort tente d’attirer les troupes toulousaines à l'extérieur de la ville, mais Raymond-Roger de Foix réussit à sauver la situation. Les croisés reçoivent un nouveau contingent mené par le comte de Soissons, tandis que Raymond VII entre dans la ville avec ses troupes.
Simon ordonne la construction d'une tour en bois pour prendre la ville, et les Toulousains tentent une sortie le 25 juin pour la détruire. Une fois de plus, la mêlée est sanglante. Au cours des combats, Simon aperçoit son frère Guy tomber, son cheval tué. Il se porte à son secours quand il reçoit sur la tête une énorme pierre lancée d'un mangonneau toulousain. Il est tué sur le coup.
Amaury VI de Montfort, son fils aîné, prend immédiatement la direction des opérations, mais le moral des troupes croisées chute, et le contingent du comte de Soissons quitte le siège sa quarantaine achevée. Il tente un dernier assaut, le 1er juillet 1218. À contrecœur et sur le conseil de son oncle Guy et de ses barons, il lève le siège de la ville le 25 juillet.

## Bilan
L’échec de ce siège confirme l’arrêt de l’expansion des Montfort dans les possessions du comte de Toulouse, déjà mis au jour avec le siège de Beaucaire. En dehors de l’intervention du prince Louis en 1219, Amaury de Montfort ne va cesser de perdre du terrain, avant de céder tous ses droits sur le Languedoc au prince, devenu roi de France entre-temps. Mais ces victoires ne feront que retarder l’annexion du domaine de Raymond VI : les vicomtés de Béziers, d’Albi et de Carcassonne sont rattachées au domaine royal dès 1226, au cours de la croisade du roi Louis VIII le Lion, et le comté de Toulouse entre dans l’apanage du prince capétien Alphonse de Poitiers, frère de saint Louis et gendre de Raymond VII, en 1249, avant d’être rattaché à la Couronne en 1271.